# Hôpital de Katriina
L'hôpital de Katriina (finnois : Katriinan sairaala) est un hôpital situé dans le quartier de Seutula à Vantaa en Finlande.

## Présentation
L'hôpital est le seul hôpital du centre de santé de Vantaa et compte 155 lits.
L'hôpital compte huit services, dont une assure des soins palliatifs, un hôpital de jour et une clinique externe de gériatrie.
Le centre de santé de Katriina fonctionnait dans les locaux de l'hôpital, mais ses activités ont été transférées au centre de santé de Martinlaakso par une décision prise fin novembre 2011.
L'hôpital de Katriina comprend également une unité gériatrique de 37 lits située à l'hôpital de Peijas.
La garderie de Katriina, la garderie de Seutula et l'école dec Seutula sont situées à proximité de l'hôpital.
Un parc animalier pour enfants est ouvert au manoir de Katrineberg.

## Histoire
Le manoir de Katrineberg du village de Seutula est situé dans la zone de l'hôpital, et a été acheté par la municipalité rurale d'Helsinki en 1949.
L'architecte Elsi Laisaari a conçu la partie ancienne de l'hôpital actuel et il a été construit du côté nord-est. du manoir, à moins de cent mètres, en 1957-1959.
La maison de retraite municipale appelée Katriinakoti a commencé à fonctionner à cette époque et son nom a été changé en hôpital de Katriina en 1969. L'hôpital a été agrandi en 1979 et rénové entre 1991-1994 et 2005.